# Palazzo Malenchini Alberti
Palazzo Malenchini Alberti si trova in via de' Benci, all'incrocio col Lungarno Diaz a Firenze, ma la sua facciata principale è su via dei Benci.

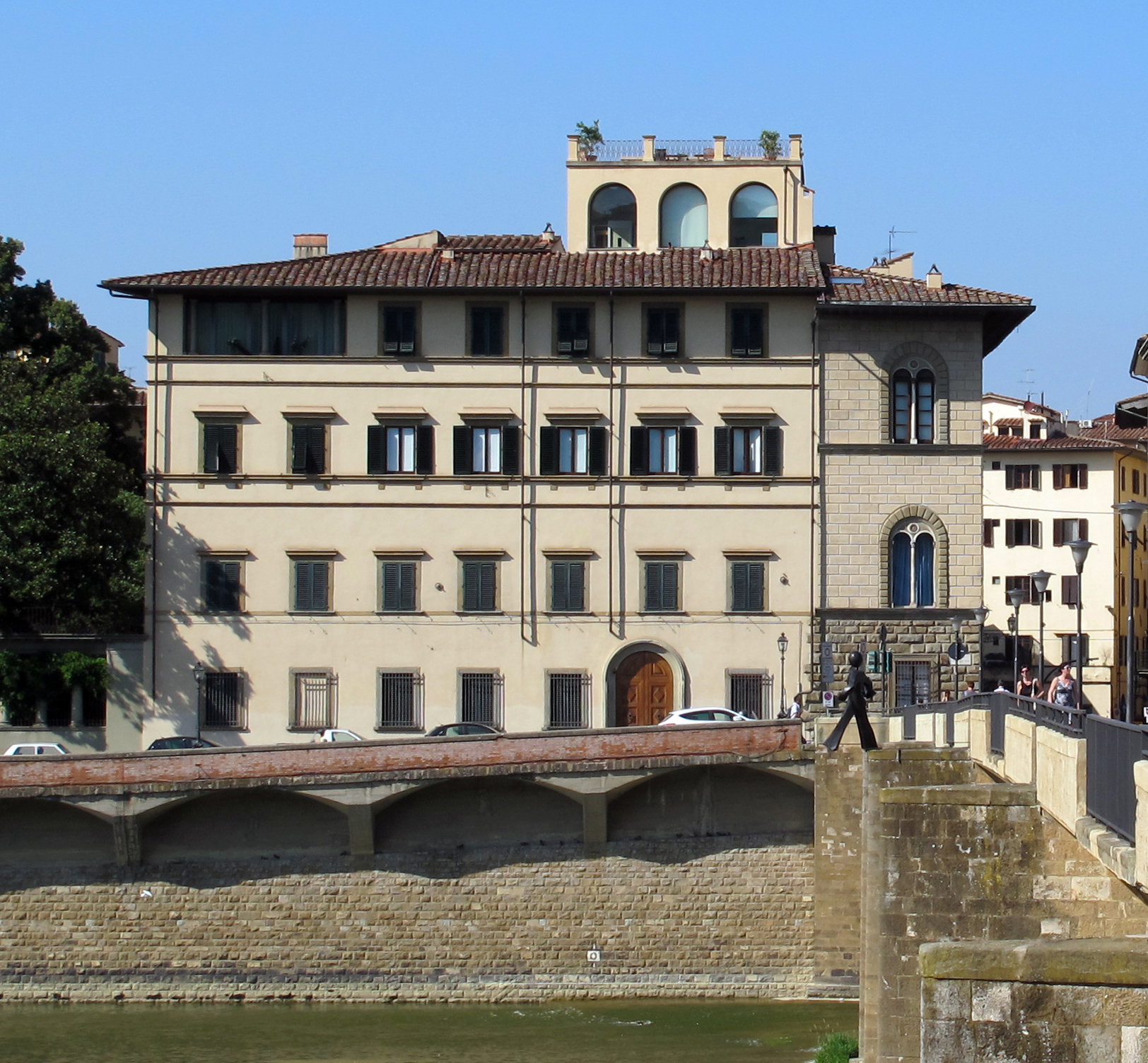
Palazzo Malenchini Alberti, dal ponte alle Grazie

## Storia e descrizione

### Gli Alberti

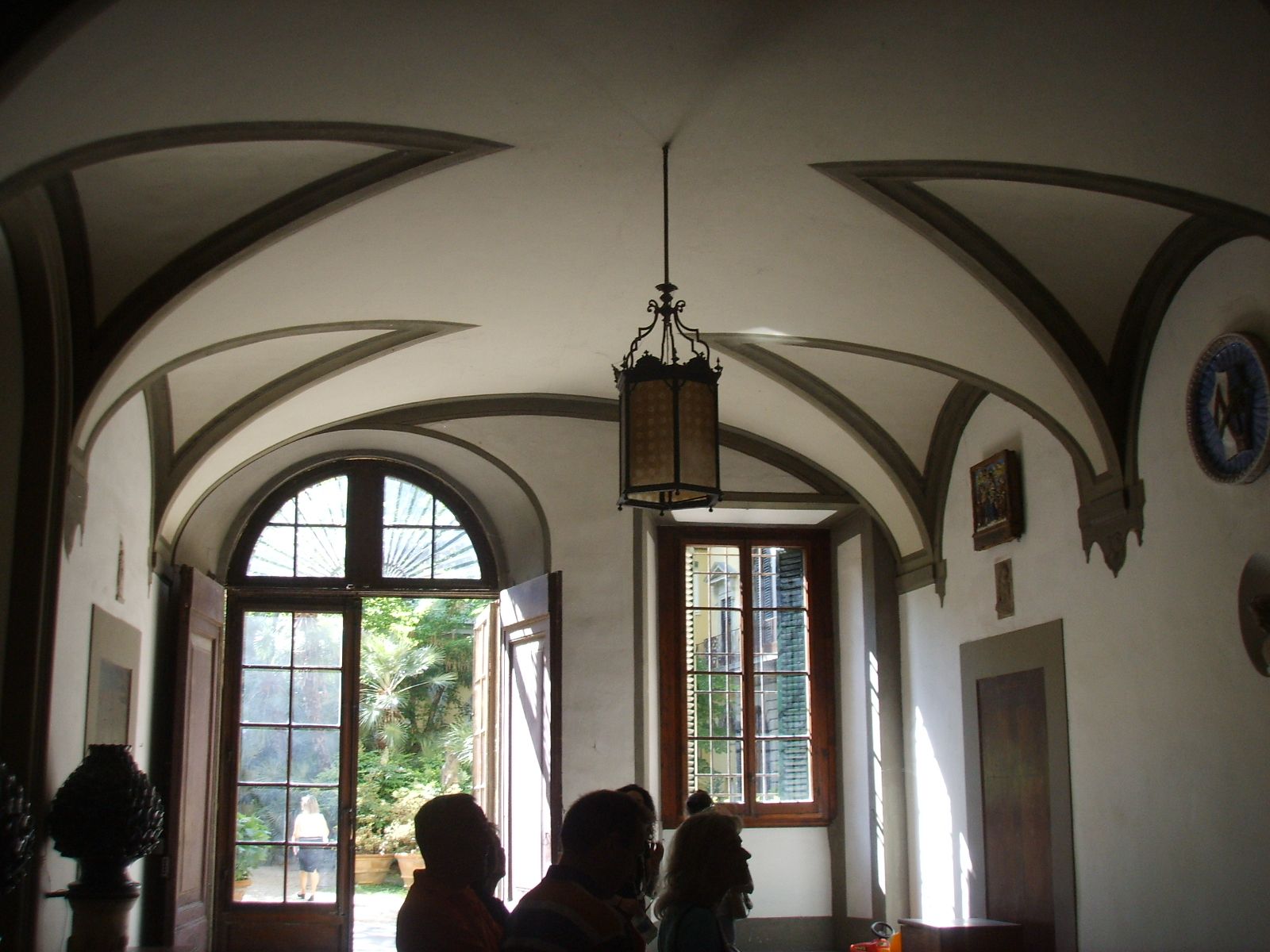
L'atrio

Gli Alberti di Catenaia, famiglia nobile fiorentina originaria del Casentino, si era insediata in questa zona di Firenze dalla prima metà del Duecento, con numerose case lungo l'attuale via de' Benci, tra cui spicca ancora oggi la vicina torre degli Alberti. Nel 1358 ai possedimenti vennero aggiunte 2.450 braccia quadrate nel sito del futuro palazzo sul lungarno, a ridosso del ponte di Rubaconte. La residenza gentilizia, fin dal 1345 fu abitazione principale della famiglia, dovette mantenere a lungo l'aspetto di un agglomerato di case, casette e botteghe, che erano unite da passaggi interni e da un orto o giardino sul retro, come dimostra una veduta della zona nell'affresco dell'Assedio di Firenze di Giovanni Stradano e aiuti in Palazzo Vecchio. A ricordo di quel periodo esiste una targa in facciata che descrive l'aspetto del palazzo nel 1400, affiancata da un'altra che mostra le trasformazioni al 1849.
Nell'incisione di corredo alla descrizione del ponte alle Grazie presente nelle Notizie istoriche delle chiese fiorentine di Giuseppe Richa (I, 1754, p. 162), la proprietà appare già caratterizzata come grande palazzo, prossimo all'oratorio di Santa Maria delle Grazie, voluto dagli stessi Alberti e eretto sulla coscia del ponte.
Nel 1760-1763 vennero unificate le facciate in un unico prospetto, su iniziativa di Giovan Vincenzo Alberti, conte del Sacro Romano Impero figlio del senatore Braccio e consigliere di Francesco Stefano di Lorena a Vienna e poi del Granduca Pietro Leopoldo a Firenze.

### I Mori Ubaldini
Il figlio di Giovan Vincenzo, Leon Battista, morì senza eredi nel 1836 e la dimora passò in via ereditaria a un nipote, appartenente alla famiglia Mori Ubaldini, che ebbe l'obbligo di aggiungere il nome Alberti al suo, dando origine alla famiglia Alberti-Mori Ubaldini. Pochi anni dopo, tra il 1838 e il 1839, la nuova famiglia si prese cura di una ristrutturazione del palazzo, affidata all'architetto Vittorio Bellini (coadiuvato dal genero, l'ingegnere Antonio Catelani), che risistemò anche il giardino. Nell'occasione venne collocata una statua rappresentante Leon Battista Alberti, antico membro della famiglia, in fondo allo scalone del palazzo.
Altri interventi si ebbero nel 1849-1851 ad opera degli architetti Odoardo Razzi e Niccolò Salvi. Il primo creò la facciata neorinascimentale, inaugurata nel 1850. Il secondo architetto, Niccolò Salvi, si occupò invece del loggiato sul lato nord del giardino. A quell'epoca risalgono anche le due targhe sulla facciata.
Nel 1874 Vittorio Bellini fu di nuovo chiamato per il vicino oratorio di Santa Maria delle Grazie, costruito su un terreno degli Alberti-Mori Ubaldini per conservare un'immagine ritenuta miracolosa della Vergine proveniente da uno degli antichi romitori del distrutto ponte alle Grazie. In quell'epoca venne anche ridisegnato il giardino, che perse la conformazione all'italiana, in favore di una disposizione all'inglese, che è sostanzialmente quella odierna, con una grande aiuola centrale di forma curvilinea tenuta a prato e piante ad alto fusto attorno.

### I Malenchini
Alla fine dell'Ottocento il conte Arturo Alberti Mori Ubaldini si trasferì a Parigi con la moglie Giulia Bartolini Baldelli e, messo alle strette per le spese eccessive e per i debiti di gioco, fu costretto a liquidare gran parte del suo patrimonio fiorentino. Il palazzo venne acquistato allora all'asta dai duchi di Chaulnes, lontani discendenti degli Alberti. Nel 1887 essi lasciarono Firenze e nel 1895 palazzo e giardino furono acquistati dal marchese Luigi Malenchini, della nobiltà livornese. La famiglia si era distinta a metà del secolo con il patriota e senatore Vincenzo Malenchini, ricordato da una lapide nell'atrio d'ingresso del palazzo. In quell'epoca vennero posti anche gli altri arredi dell'atrio.
Grazie ad importanti lavori di restauro sono stati cancellati i gravissimi danni sia della seconda guerra mondiale (che distrusse il vicino Ponte alle Grazie), sia dell'alluvione del 1966, durante il quale andò distrutto l'archivio di famiglia dei Malenchini, conservato al piano terra. Il fronte su via de' Benci è stato restaurato nel 1969, quello sul lungarno tra il 2000 e il 2001 (altri interventi sono documentati tra il 2001 e il 2003).
Il palazzo è sottoposto a vincolo architettonico dal 1913.

## Descrizione

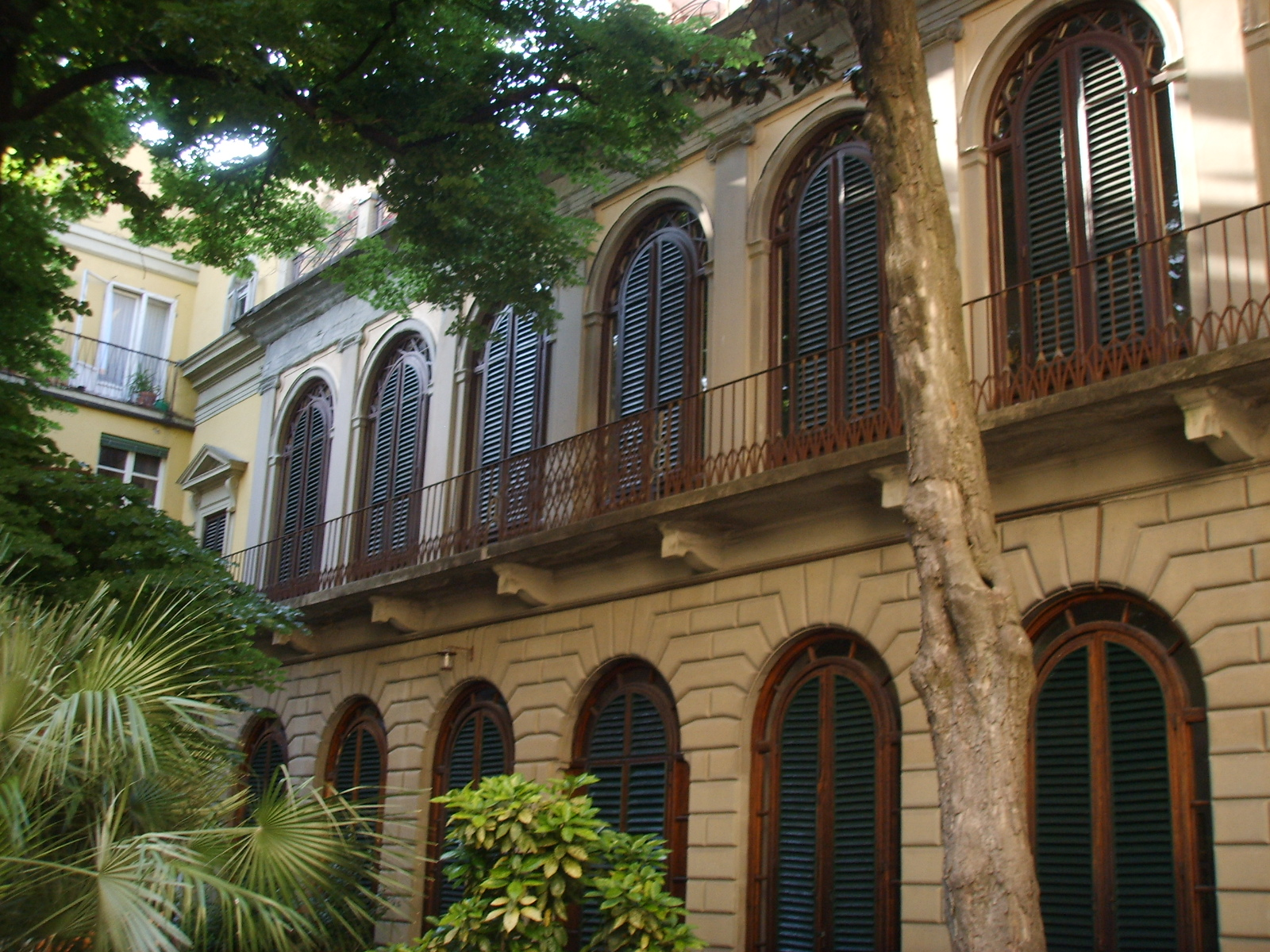
Prospetto interno sul giardino

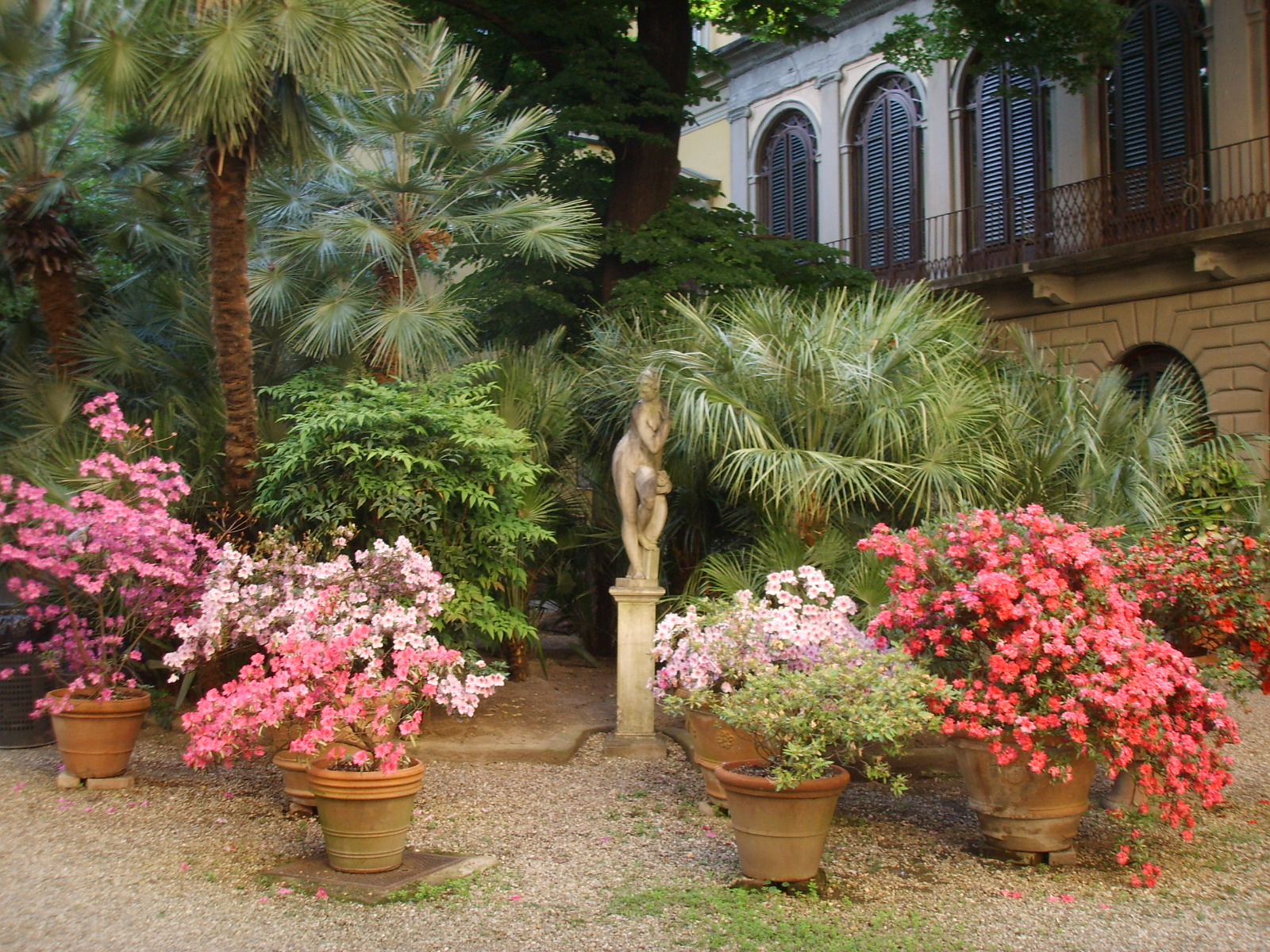
Il giardino

La facciata su via de' Benci 1 (che determina anche la cantonata sul lungarno Armando Diaz) mostra nove assi per tre alti piani ed è in stile neorinascimentale con bugnato e un grande portale d'ingresso, dal quale si poteva intravedere la fuga prospettiva col giardino. Nel realizzarla l'architetto Razzi "ridusse tutto l'insieme allo stile fiorentino del Quattrocento, fondendo i vari stili architettonici di Michelozzo, di Giuliano da Maiano e naturalmente di se stesso", comunque riuscendo ad ottenere un bel colpo d'occhio complessivo, nel suo guardare a modelli prestigiosi quali il palazzo Pazzi della Congiura (si vedano le bifore sulle quali ricorrono trionfi di strumenti alludenti alle Arti e testine di uomini illustri).
Sul portone è, in alto, la scritta "Case di Leon Battista Alberti", a incentivare un aspetto che non poco ha giovato alla fama della proprietà, identificata ora come luogo natale del grande architetto, ora come luogo della sua morte (Barucci 1958, Firenze 1974 e altri): nei primi decenni del Novecento, sempre con tale spirito, era esposta ai piedi dello scalone e segnalata dalle guide una statua moderna raffigurante il personaggio (Bertarelli 1922). Ai lati dello stesso portone sono due targhe in marmo incise, recanti quella a sinistra il prospetto del palazzo al 1849, cioè prima dell'intervento definitivo di unificazione del fronte, quella a destra l'ipotetica situazione originaria, all'anno 1400. Ambedue le memorie sono firmate da Oreste Razzi, al quale va riconosciuto il merito di aver tramandato e offerto pubblicamente lo stato della proprietà prima del suo rifacimento. Dal lato del lungarno, sull'ingresso al giardino, è uno scudo in marmo partito con l'arme degli Alberti (d'azzurro, a quattro catene d'argento moventi dai quattro angoli dello scudo e riunite in cuore per un anello dello stesso) e dei Mori Ubaldini (scaccato d'argento e di nero).
Nell'atrio si trovano varie decorazioni, tra cui un affresco staccato degli inizi del XV secolo con San Cristoforo che trasporta Gesù Bambino sulle spalle, proveniente probabilmente da un edificio religioso dell'Italia settentrionale, una Lupa capitolina con i gemelli e lo stemma di Siena, scultura della fine del XVI secolo e due grandi pigne in maiolica della seconda metà del XIX secolo. Vi si trova inoltre la targa a Vincenzo Malenchini con il busto del personaggio, tra fregi, drappi e lo stemma familiare:
| \| VINCENZO MALENCHINI. Senatore del Regno nato a Livorno il dì 28 agosto del 1813, giovanissimo soffrì il carcere per amor di patria, fu uno dei tre al Governo provvisorio della Toscana del 1859 dispo- se e diresse la spedizione dei volontari Toscani in Sicilia ga- rantendone del proprio il tra- sporto: la gran Croce Stefania- na meritata a Curtatone non accettò dal Granduca, perché in cima de' pensieri gli stava Ita- lia una con Casa Savoia \| \| \| \| Nel dì 21 febbraio 1906 ventiquattresimo anniver- sario di sua morte il ne- pote Luigi q.m.p. a ricor- do ed esempio. \| | |
| VINCENZO MALENCHINI. Senatore del Regno nato a Livorno il dì 28 agosto del 1813, giovanissimo soffrì il carcere per amor di patria, fu uno dei tre al Governo provvisorio della Toscana del 1859 dispo- se e diresse la spedizione dei volontari Toscani in Sicilia ga- rantendone del proprio il tra- sporto: la gran Croce Stefania- na meritata a Curtatone non accettò dal Granduca, perché in cima de' pensieri gli stava Ita- lia una con Casa Savoia | |
| | Nel dì 21 febbraio 1906 ventiquattresimo anniver- sario di sua morte il ne- pote Luigi q.m.p. a ricor- do ed esempio. |

Il fronte secondario sul lungarno Diaz, nonostante la proprietà sia unica, ha una sua precisa e diversa configurazione rispetto alla facciata sulla via de' Benci, caratterizzandosi per l'assenza di bugnato e per una maggiore adesione a stilemi neoclassici. Si veda in particolare l'intercolumnio dorico al n. 4, realizzato interamente in pietra artificiale ad imitazione della pietra serena, che filtra la via con il giardino posto sul retro della proprietà. La recinzione del giardino è composta da una ringhiera sopraelevata a mo' di camminamento/terrazza, sostenuta da colonne doriche con trabeazione e raggiungibile da due scalette gemelle elicoidali ai lati del portone d'ingresso. Il giardino venne arricchito di un tepidarium di stile ionico, che in seguito venne riconvertito in abitazione.
Il giardino, all'italiana fino alla metà dell'Ottocento, fu trasformato successivamente in giardino romantico, all'inglese, con una grande aiuola di forma curvilinea tenuta a prato e ombreggiata da piante a alto fusto.
Per quanto destinato a cappella, è parte integrante del palazzo anche l'oratorio di Santa Maria delle Grazie (al n. 6), che forma l'estensione a sinistra dell'intecolumnio, dovuto all'architetto Giuseppe Malvolti e realizzato in forme neorinascimentali nel 1874, atto ad ospitare l'immagine miracolosa della Madonna proveniente da una delle cappelline del ponte alle Grazie. Sull'ingresso al giardino è uno scudo in marmo partito con l'arme degli Alberti e dei Mori Ubaldini.

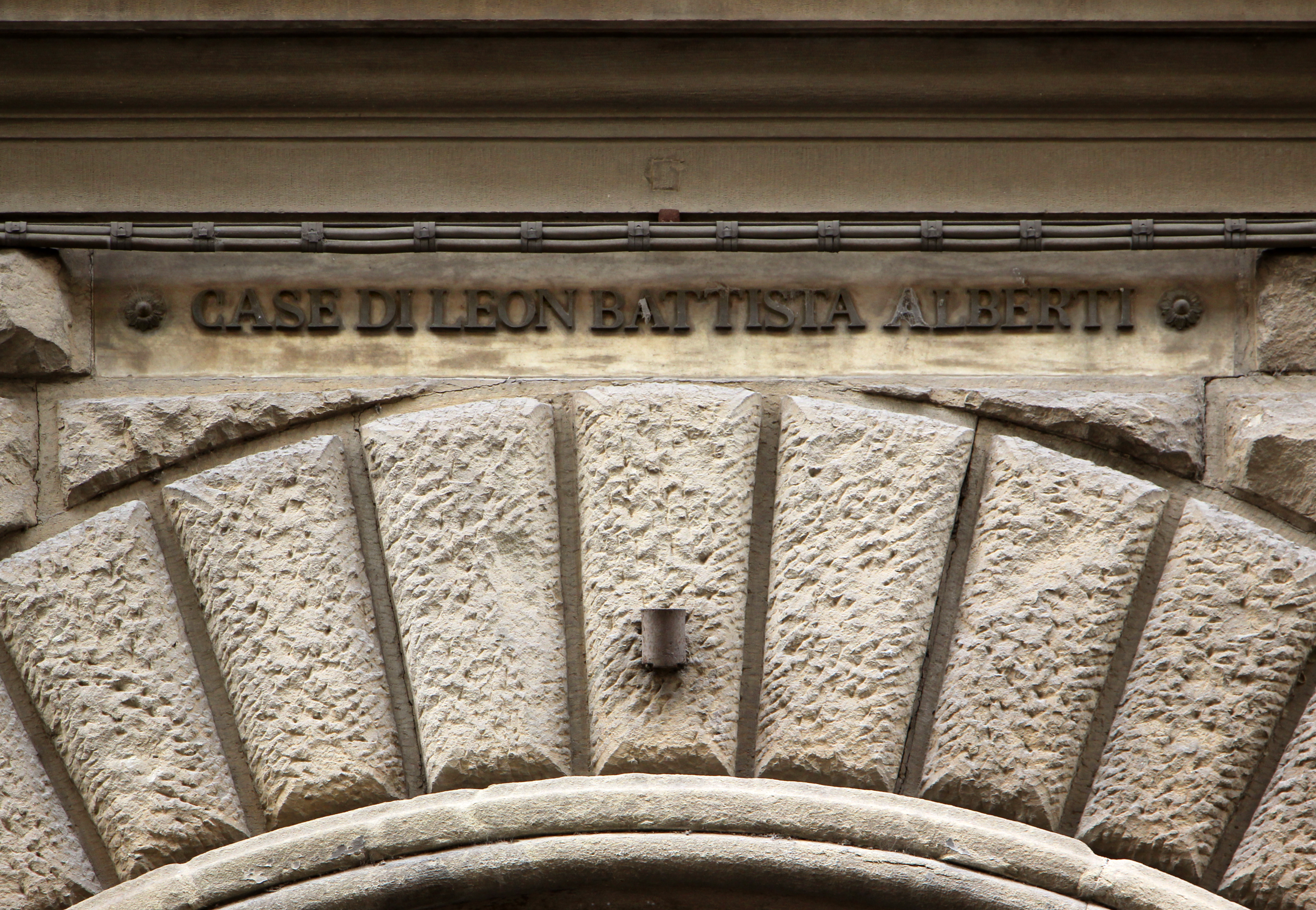
Iscrizione "Case di Leon Battista Alberti"
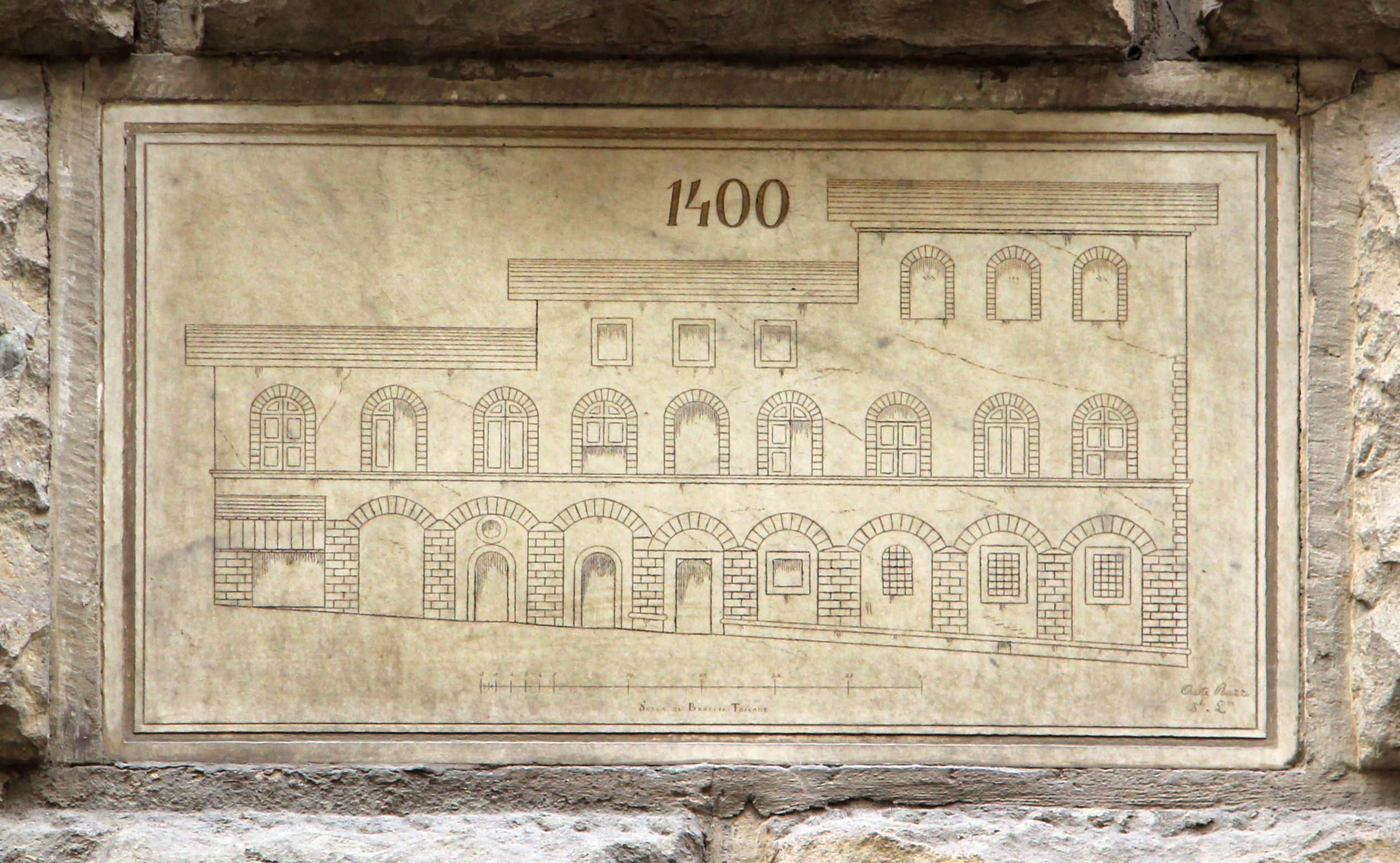
Aspetto del palazzo nel 1400
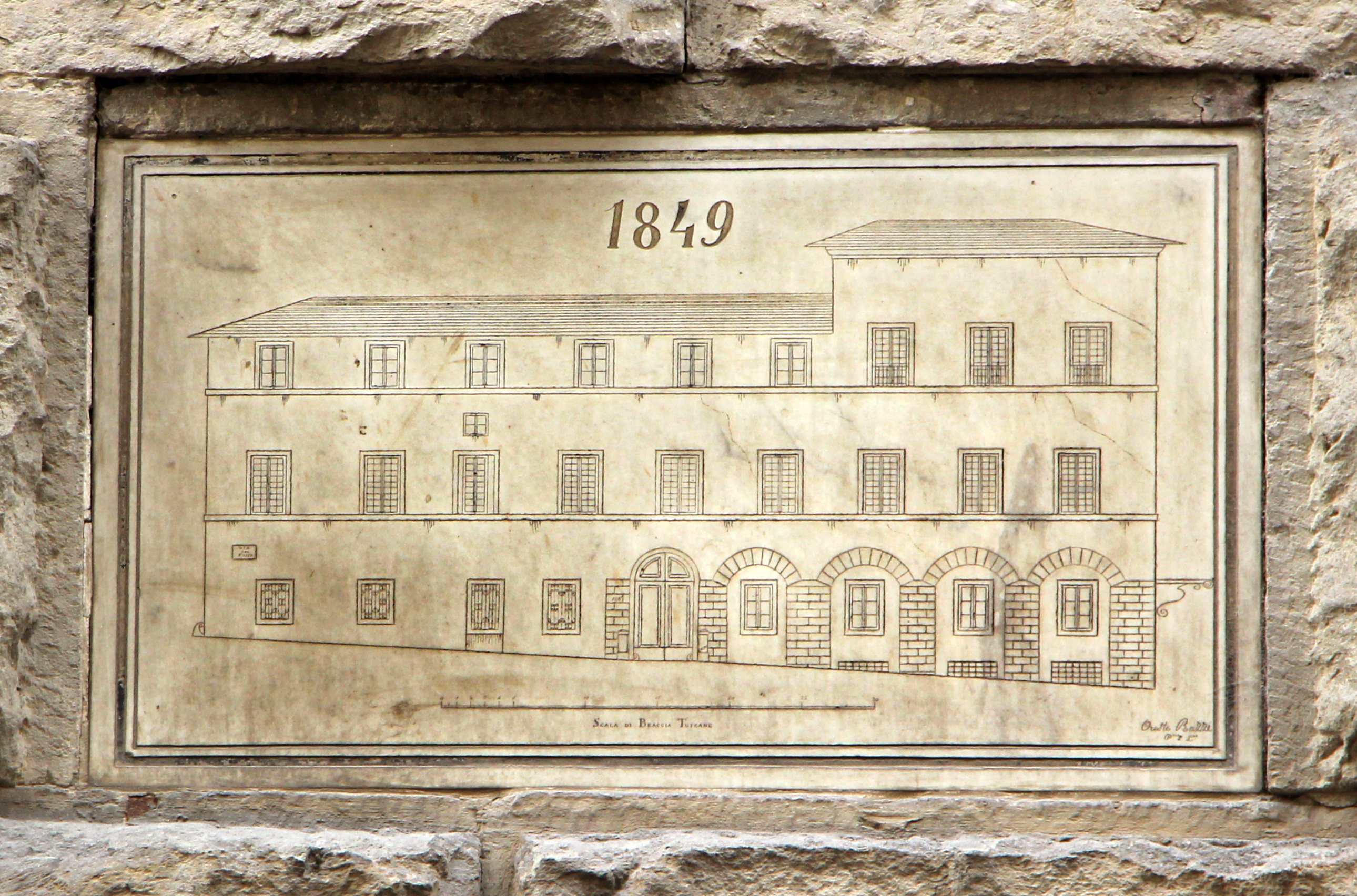
Aspetto del palazzo nel 1849
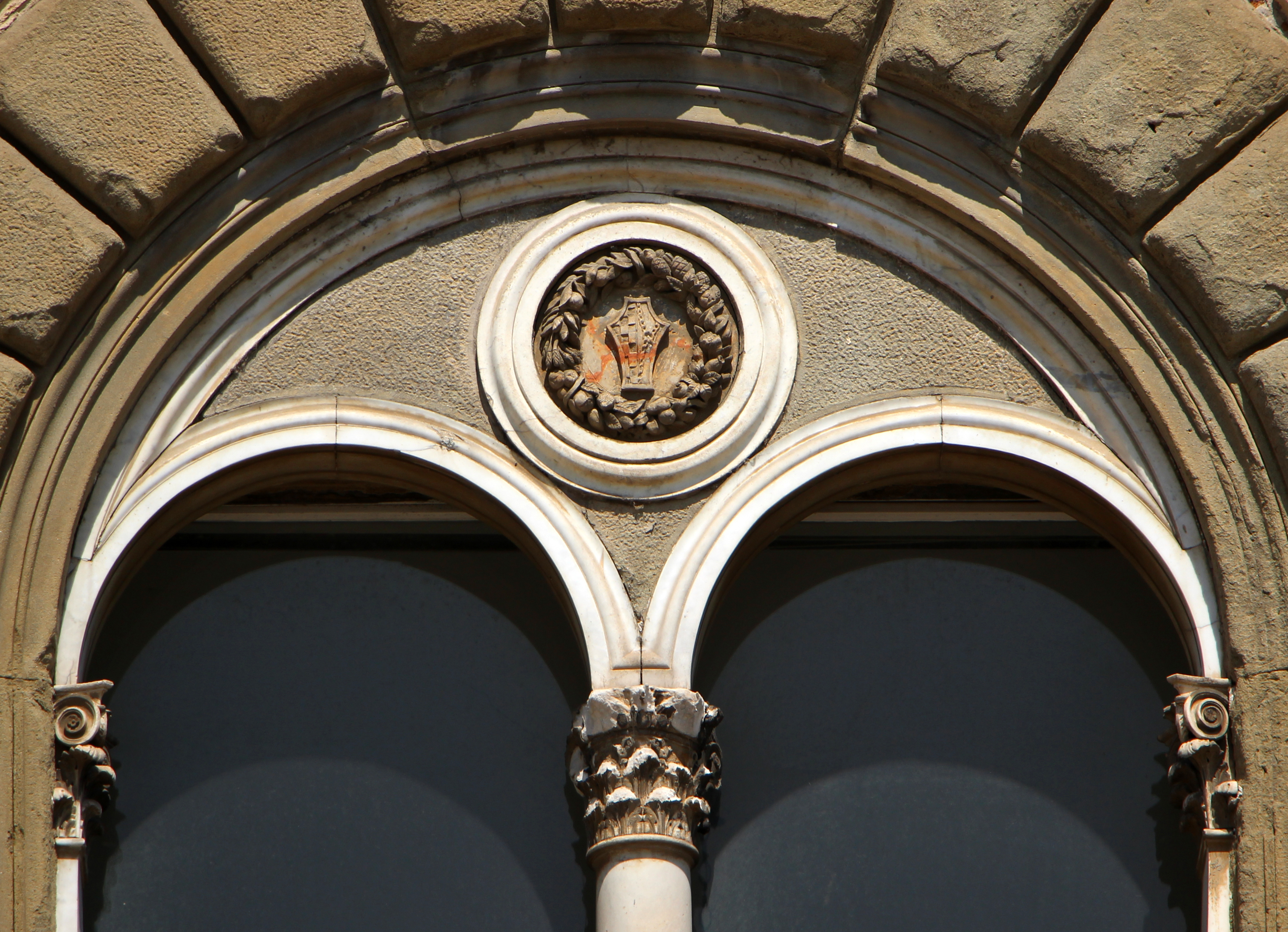
Stemma Mori Ubaldini-Alberti su una finestra sul lungarno

## Bibliografia

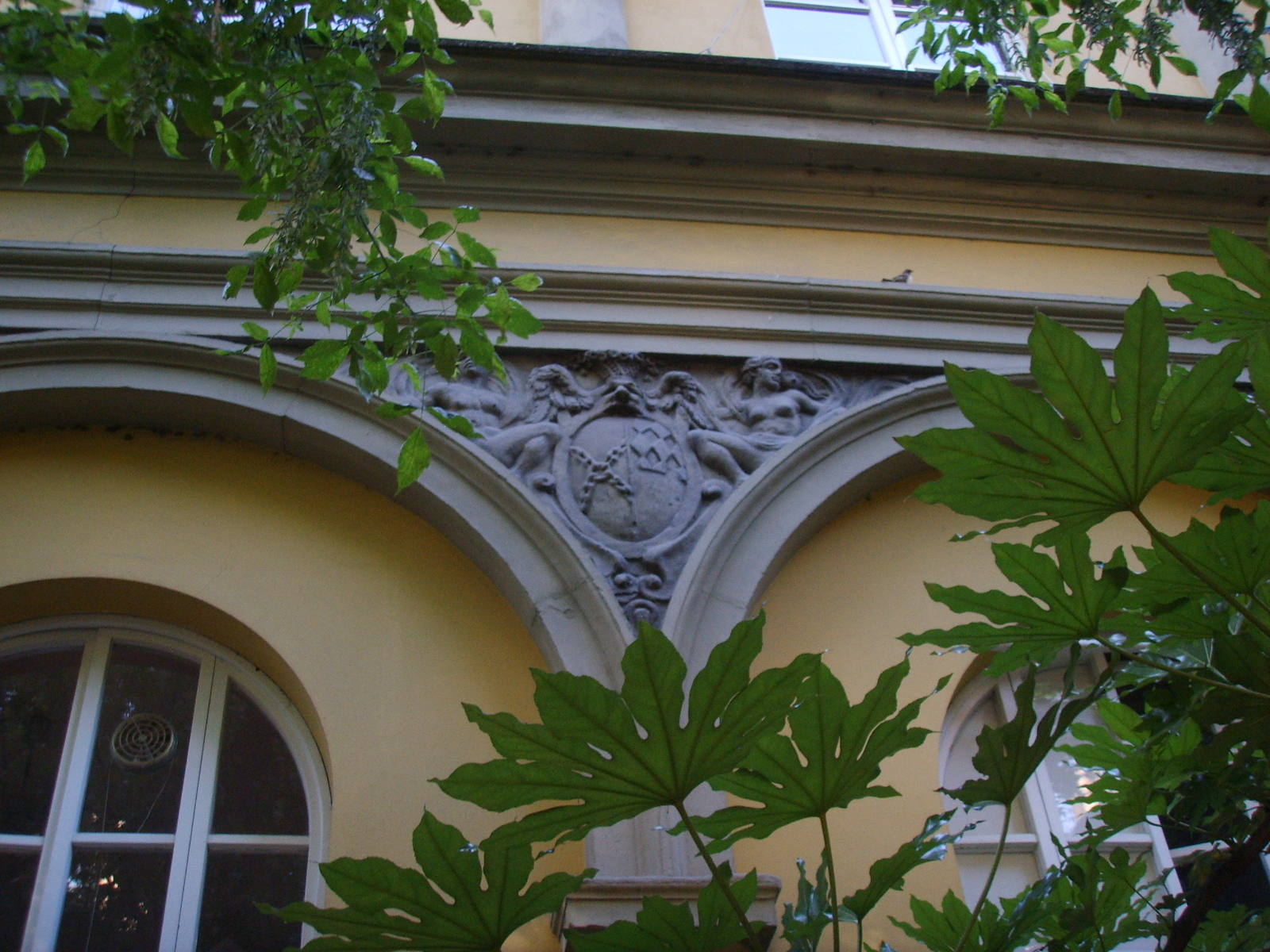
Stemma Mori Ubaldini-Alberti sulla loggetta tamponata nel giardino

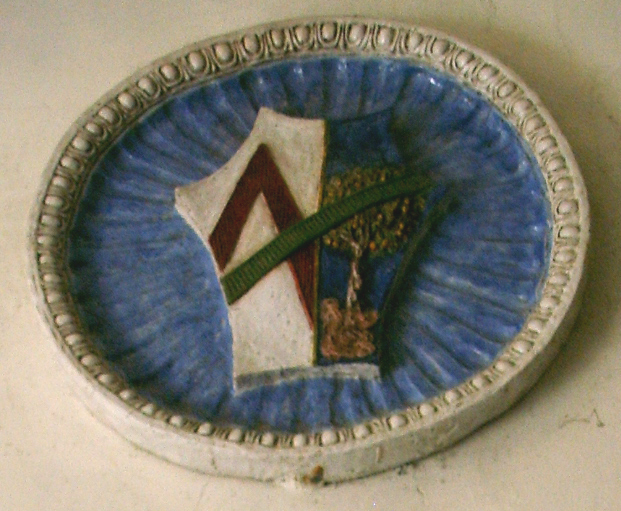
Stemma Malenchini nell'atrio

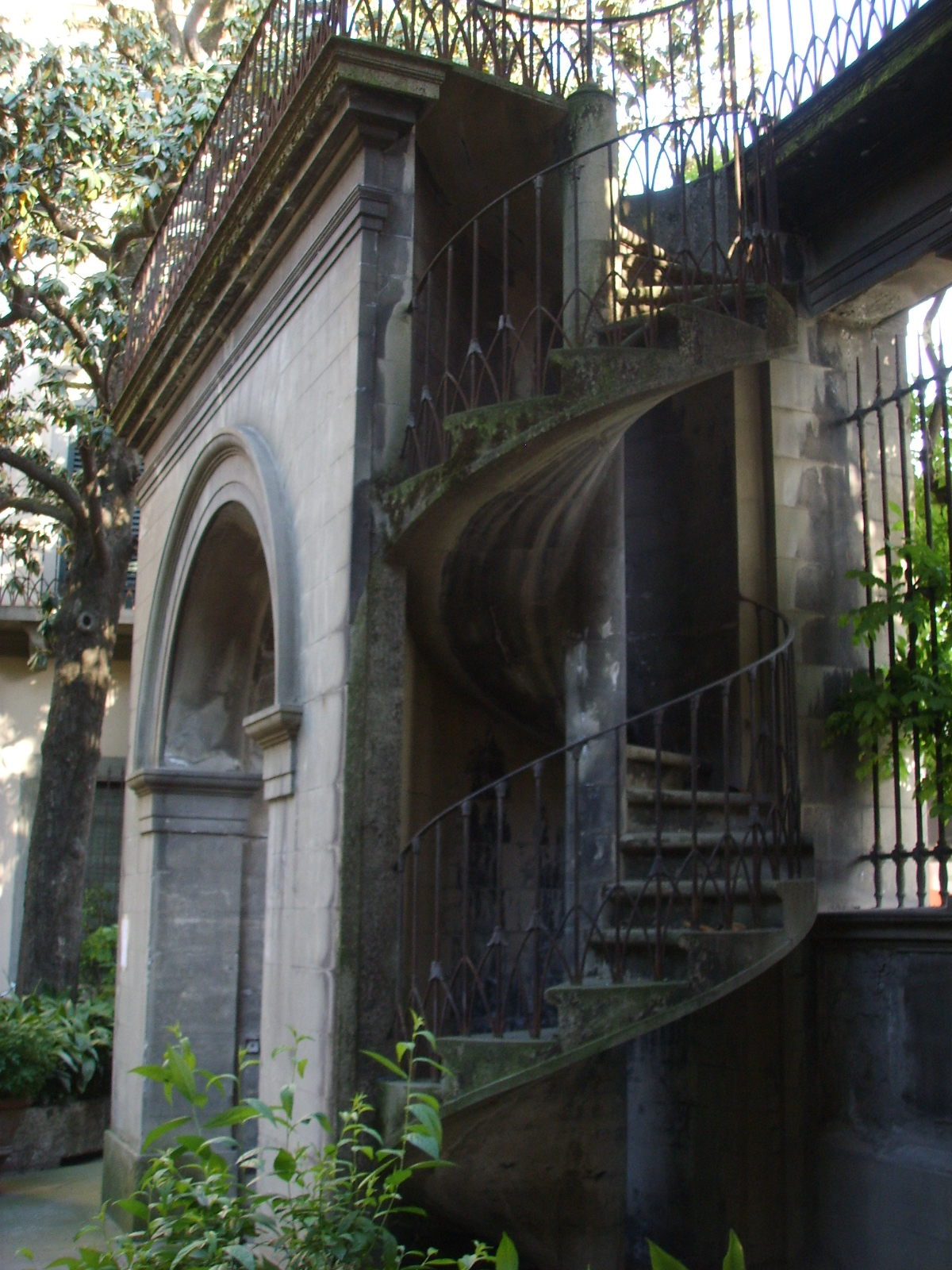
Portale del giardino